# Critiques de l'économétrie
Les critiques de l'économétrie sont l'ensemble des mises en cause de l'économétrie, limitées ou générales, tant de ses fondements que dans ses développements et mises en œuvre.

## Critiques

### Absence de microfondations
La première grande critique de l'économétrie est la critique de Lucas, dans laquelle Robert E. Lucas s'attaque aux modèles économétriques simplistes utilisés notamment par la macroéconomie de la synthèse néoclassique. Selon lui, les relations observées dans les modèles historiques ne valent plus dès lors que les agents économiques, en prévision d'une politique publique, modifient leur comportement. Ainsi, un bon modèle macroéconométrique doit nécessairement avoir des micro fondations, c'est-à-dire disposer de fondations microéconomiques. Ces modèles doivent aussi disposer d'équations représentant la réponse des agents économiques face à des politiques publiques. La critique de Lucas a eu un effet considérable sur la science économique, et les modèles économétriques ultérieurs ont eu tendance à prendre en compte sa critique. Toutefois, selon Robert Solow, les modèles DSGE reproduisent souvent la même erreur.

### Niveau d'abstraction
Ronald McCloskey soutient que les économistes auraient tendance à apporter trop d'attention aux techniques statistiques, quitte à perdre de vue des raisonnements plus proprement économétriques. Cela les conduirait à exclure de leurs modèles certaines variables qui n'auraient pas dû l'être.

### Biais de sélection des variables
Edward Leamer soutient dans son Handbook of Econometrics que les chercheurs sont confrontés à tant de potentielles variables explicatives qu'un biais de sélection peut avoir lieu dans le choix des variables à tester. Leamer remarque que ce biais peut être atténué si le chercheur mène des tests statistiques sur un grand nombre de variables et s'appliquer à révoquer en erreur les inférences qui paraissent les plus fragiles.

### Incertitude radicale
L'incertitude radicale, à savoir l'idée selon laquelle l'avenir est trop incertain pour que l'on puisse y prévoir quoi que ce soit par l'usage de mathématiques, est l'un des arguments les plus communément utilisés contre l'économétrie. L'école autrichienne s'est opposée à l'usage de l'économétrie, considérant, dans la lignée de la conception autrichienne de l'incertitude en économie, que les comportements économiques passés ne peuvent jamais, même analysés mathématiquement, nous informer sur le futur. John Maynard Keynes aussi, en 1939, avait soutenu que l'environnement économique était trop changeant pour que des prédictions solides puissent y être faites. La réponse de Trygve Haavelmo (1943) avait été prudente, ce dernier répondant que la capacité prédictive de l'économétrie n'était pour le moment qu'un « espoir ».

### Portée de l'économétrie
Une des critiques majeures apportées à l'économétrie est sa portée. L'économétrie ne pourrait jamais produire de connaissances solides qui permettent de fonder une théorie économique, mais seulement d'identifier des faits historiques. Keynes écrit en 1939 que « la méthode [de l'économétrie] n'est ni une méthode de découverte, ni une méthode de critique. C'est un moyen de donner une précision quantitative à ce que nous savons déjà, en termes qualitatifs, selon le résultat d'une analyse théorique complète ».
Ainsi, Lawrence Summers, dans un article appelé « The Scientific Illusion in Empirical Macroeconomics » (1991), analyse deux études macroéconométriques particulièrement reconnues (celle d'Hansen et Singleton de 1982, et celle de Bernanke, 1986), et remarque que ces deux articles ne prouvent rien, et que la postérité n'a rien pu en tirer de solide. Il soutient ainsi que « les résultats [des études économétriques] sont rarement un apport important dans la construction de théories ou dans l'évolution de l'opinion du monde académique [de l'économie] ».